# Torcia Umana (originale)
La Torcia Umana (Human Torch), alter ego di Jim Hammond, è un personaggio immaginario dei fumetti, creato da Carl Burgos (testi e disegni). Ha esordito sul n. 1 della testata Marvel Comics nell'ottobre 1939. È stato uno dei tre supereroi di punta della Timely Comics, insieme a Capitan America e Namor; fonte d'ispirazione per la creazione della Torcia Umana, è stato riscoperto dalla Marvel Comics nel 1966.

## Biografia del personaggio

### Golden Age
La Torcia Umana è un androide creato dal professor Phineas T. Horton negli anni quaranta, in grado di infiammarsi, volare e lanciare proiettili infuocati. Inizialmente vestito con un costume blu, poi diventato rosso, venne affiancato nelle sue avventure da Toro, un giovane con gli stessi poteri; divenne poi un ufficiale di polizia col nome di Jim Hammond.
Particolarmente spettacolari erano i suoi duelli con un altro celebre super-umano dell'epoca, Namor il Sub Mariner, in uno dei primi crossover della storia. Durante la seconda guerra mondiale i due hanno combattuto le forze del III Reich (in particolare sarà proprio la Torcia a uccidere Adolf Hitler), fondando insieme a Capitan America e Bucky il gruppo degli Invasori, a cui si unirono in seguito anche Trottola, Teschio Ardente, Union Jack, Union Jack II e Spitfire.
Terminata la guerra, la Torcia si unì a un altro gruppo, gli All-Winners Squad, insieme a Namor, Trottola, Miss America e ai successori di Capitan America e Bucky, Spirito del '76 e Fred Davis. Alcuni criminali riuscirono a spegnere le fiamme dell'androide e a seppellirne il corpo nel deserto del Mojave, dove rimase quattro anni prima di essere risvegliato da una esplosione nucleare. Quest'ultima, oltre che a riattivare i suoi poteri, li rese più efficaci ma anche più instabili; così, poco tempo dopo avere liberato Toro, rapito dai Russi, tornò nel deserto e si disattivò raggiungendo lo stato di nova.

### Silver Age
Il personaggio verrà riportato in vita dal criminale Pensatore Pazzo per farlo combattere contro i Fantastici Quattro, ma si disattiverà in modo da impedire l'uccisione del gruppo. Ricomparirà sotto nuove spoglie nei Vendicatori: il corpo inerte della Torcia sarà trovato da Ultron 5, che lo modificherà per farlo diventare Visione con l'aiuto del professor Horton, cancellandone la memoria e sostituendola con quella di Wonder Man.
In un racconto dei Vendicatori della costa ovest, questa narrazione verrà contraddetta dall'autore John Byrne, spiegando che Ultron creò la Visione con la matrice della Torcia che resuscitò Jim Hammond, aggregandolo al gruppo.
Dopo diverse avventure col gruppo, la Torcia perderà i propri poteri per salvare la vita di Spitfire; diventerà quindi il capo della sicurezza della compagnia di Namor, la Oracle, Inc., per poi diventarne l'amministratore al fianco dell'amico-nemico. In seguito riformerà, insieme a Iron Fist, il gruppo mercenario degli Eroi in Vendita. Durante una avventura dei Vendicatori, Immortus chiarisce il suo rapporto con Visione: a un certo punto la sequenza temporale della torcia è stata divisa, ma entrambe le ramificazioni esistono nella realtà corrente: per questo la Torcia è contemporaneamente Visione e sé stessa.

### Civil War
Dopo la chiusura della Oracle, Hammond diventerà il leader del V-Battalion di Citizen V, al posto di Roger Aubrey; quindi si unirà ai New Invaders, i cui componenti erano alcuni Invasori sopravvissuti alla guerra o dei loro discendenti. Il gruppo era stato ricostituito dal ministro americano Dell Rusk, ma si è presto rivelata una macchinazione del Teschio Rosso, ordita ai loro danni. Proprio durante una missione col nuovo gruppo, la Torcia Umana Originale troverà una nuova temporanea morte, assorbendo il calore di un androide (membro dei New Invaders) di nome Tara per salvare la sua squadra.
In suo onore Tony Stark (neo direttore dello S.H.I.E.L.D. dopo la conclusione di Civil War) chiamò "Camp Hammond" il campo d'addestramento degli eroi registrati. Nel campo vi è una sua statua con su scritto: "Jim Hammond. Una prova che gli eroi possono essere creati". Ciò che resta del suo corpo è stato rubato da Batroc il Saltatore su ordine di un terrorista cinese che lo vuole utilizzare per i suoi scopi criminali, trasformandolo in un virus incendiario. Il suo vecchio amico Bucky, oggi nuovo Capitan America, si è messo sulle loro tracce per recuperare ciò che resta del suo ex compagno d'armi. Grazie all'aiuto di Bucky e Namor, verrà seppellito al cimitero nazionale di Arlington con tutti gli onori di un eroe di guerra.

### La Torcia
In La Torcia, una miniserie uscita a cavallo tra il 2009 e il 2010, Jim Hammond viene resuscitato dagli sforzi combinati del Pensatore Pazzo e dell'AIM. Grazie ad alcuni esperimenti effettuati su Toro (tornato in vita durante gli eventi di Vendicatori/Invasori, grazie alla breve disponibilità del cubo cosmico nelle mani di Bucky), il Pensatore riesce a realizzare il "composto D", ovvero una cellula sintetica creata da Phineas Horton modificata: questo gli permette di riattivare la Torcia, dopo averne ricostruito le parti del corpo danneggiate, ma anche di controllarne la sua volontà. Dopo la seconda missione, la Torcia ritorna in sé e attacca la base dell'AIM, situata in una piattaforma galleggiante; nel mentre il Pensatore rivela ad un incaricato dell'AIM che il composto D è in grado di controllare la volontà di ogni essere vivente, e di averne realizzato abbastanza da rendere schiava l'intera umanità. Il laboratorio viene distrutto dalla Torcia, il Pensatore si teletrasporta via e il composto viene versato in mare, infettando immediatamente Namor e parte del suo popolo, che marcia verso New York. Qui la Torcia, insieme a Toro e a Johnny Storm, rendono Namor inoffensivo, mentre Susan Storm cerca di contenerne gli effetti tramite un campo di forza. Reed Richards cerca di realizzare un preparato in grado di vanificare il composto D, ma inutilmente; così la Torcia, Toro e Johnny Storm si mettono alla ricerca del Pensatore. I tre irrompono nel suo laboratorio, e se in un primo momento lo scienziato rifiuta di cooperare, cambia idea quando la Torcia promette di uccidere lui e chiunque sia infettato dal suo "virus". Dopo avere diffuso l'antidoto per la città di New York, Reed Richards scopre che questo non è efficare solo con il composto D, ma anche con le cellule Horton della Torcia, e che all'androide rimangono solo pochi giorni di vita.
Dopo una visita della Visione originale, la Torcia decide di aiutare Toro ad investigare la relazione tra la madre del ragazzo (assistente del professor Horton) e uno scienziato nazista di nome Sigmund Fell, che ha trafugato delle cellule Horton. Scopriranno che ha realizzato una intera città sotterranea chiamata "Nuova Berlino", popolata interamente da androidi convinti che le forze dell'asse abbiano vinto la seconda guerra mondiale. Gli androidi sono stati realizzati con cellule instabili, e quindi l'atmosfera della città è stata resa pregna di sostanze chimiche che ne prevengono la combustione: anche i poteri di Toro e della Torcia sono inutilizzabili, e per questo vengono rapidamente catturati da alcuni soldati. Fell ospita nella città anche il Pensatore Pazzo, perché lo aiuti a rendere stabile la sua Torcia Inumana, con il quale vuole attaccare il mondo. Il Pensatore riesce nell'intento, ma viene imprigionato: stringe quindi alleanza con la Torcia e Toro per scappare dalla prigione. Intanto Fell perde il controllo della sua creazione, che esce dal laboratorio e inizia a distruggere Nuova Berlino. Il Pensatore disattiva l'emissione di sostanze anti-combustione della città in modo che Toro e la Torcia possano utilizzare i poteri (la Torcia Inumana ne era comunque immune), e quest'ultimo, benché ormai privo di forze, dopo una dura battaglia riesce a sconfiggere la Torcia Inumana grazie al suo calore nova; inoltre, a causa dell'enorme calore sprigionato dal suo corpo, riesce a contrastare l'azione dell'antidoto e di continuare così a vivere. Fell sembra riuscire a fuggire, ma incontra il Pensatore Pazzo che gli rivela come egli stesso sia un androide come il resto della popolazione, costruito dal fondatore della città perché non poteva avere figli: Fell prende fuoco mentre il Pensatore si teletrasporta via.

## Poteri e abilità
La Torcia Umana è un essere sintetico progettato e costruito con materiali artificiali. Ha la capacità di intelligenza creativa ed emozioni simili a quelle umane. La Torcia ha la capacità di avvolgere il proprio corpo in plasma infuocato senza farsi del male e di utilizzare questa energia termica per vari effetti, tra cui il volo, il rilascio di energia sotto forma di esplosioni di calore, "esplosioni di fiamma nova" (la più alta esplosioni di calore di intensità, simili all'impulso di calore di una testata nucleare) e esplosioni di forza concussiva. 
La Torcia ha la capacità di controllare l'energia del calore ambientale nelle sue immediate vicinanze, il che gli consente di controllare le fiamme non della sua stessa generazione, lo rende immune agli effetti del calore esterno e di assorbire il calore da altre fonti. La fiamma della Torcia può essere estinta per mancanza di ossigeno o tramite materiali come acqua, sabbia, schiuma antincendio o coperte resistenti al calore a meno che la sua fiamma non sia ad un'intensità tale da vaporizzare immediatamente tali materiali al contatto.
Mentre era in forma di fiamma, ha ingaggiato un combattimento corpo a corpo con Namor. Ha anche scavato sottoterra e attraverso navi come un missile umano.
Il limite superiore della sua resistenza è rimasto indefinito nel corso degli anni, essendo uscito una volta più forte da un'esplosione nucleare, e un'altra volta considerato distrutto da un'altra esplosione nucleare
La Torcia era un membro del NYPD negli anni '40 e ha una formazione all'accademia di polizia. Ha ricevuto un addestramento nel combattimento a mani nude da Capitan America ed è un esperto nell'uso in combattimento dei suoi poteri sovrumani. La Torcia è anche un abile combattente di strada.
La Torcia può vivere senza ossigeno, entrando in una modalità di stasi.

## Versione Amalgam
Nell'universo Amalgam Jim Hammond si unisce ad Alan Scott (la Lanterna verde della seconda guerra mondiale) dando origine alla Lanterna Umana, un membro del supergruppo chiamato All Star Winners Squadron (All Star Squadron più All-Winners Squad) al fianco di Supersoldato (Capitan America più Superman) Aquamariner (Aquaman più Namor) e Whiz (Trottola (Robert Frank) più Jay Garrick, una delle incarnazioni di Flash).

## Altri media

### Cinema
La Torcia Umana originale compare in un cameo in Captain America - Il primo Vendicatore come un'attrazione della fiera di scienza e tecnologia a cui partecipano i personaggi del film.

### Televisione
La Torcia Umana originale compare in:
- I Fantastici Quattro

- Super Hero Squad Show

### Videogiochi
- La Torcia Umana originale compare in Marvel Puzzle Quest.
- La Torcia Umana originale compare come personaggio giocabile in LEGO Marvel's Avengers.